# Jasper Philipsen
Jasper Philipsen, född 2 mars 1998 i Mol, är en belgisk professionell landsvägscyklist och utpräglad spurtare.

## Karriär
Philipsen har cyklat professionellt sedan 2018. Bland hans meriter kan nämnas 10 etappvinster i Tour de France och 3 i Vuelta a España. I 2023 års upplaga av Tour de France vann han poängtävlingen. Han har även vunnit flera endagstävlingar och klassikerlopp, såsom exempelvis Milano–Sanremo år 2024 och Classic Brugge–De Panne åren 2023 och 2024.